# XXI Liceum Ogólnokształcące im. Bolesława Prusa w Łodzi
XXI Liceum Ogólnokształcące im. Bolesława Prusa – szkoła ponadpodstawowa w Łodzi

## Historia
Szkoła powstała 1 lutego 1945 jako Gimnazjum i Liceum Koedukacyjne im. Jarosława Dąbrowskiego Robotniczego Towarzystwa Przyjaciół Dzieci w Łodzi, przy ul. Jaracza 26. Dyrektorem szkoły została dr Genowefa Szwejkowska.
W maju 1949 szkoła przyjęła nową nazwę: I Ogólnokształcąca Szkoła TPD Stopnia Podstawowego i Licealnego im. J. Dąbrowskiego w Łodzi. Od początku lat 50. szkołą kierował dyrektor Franciszek Czerwiński. W owym czasie szkoła była typowa „jedenastolatką”. Pierwsza matura odbyła się w 1951.
1 lutego 1957, już jako XXI LO – przeniesiona do gmachu dawnego Niemieckiego Gimnazjum Reformowanego w Łodzi przy alei Kościuszki 65. W tym samym budynku mieściły się też dwa inne licea dzienne (VII LO, X LO) i dwie szkoły wieczorowe.
14 marca 1959 szkoła przyjęła za patrona Bolesława Prusa.
8 czerwca 1961 szkoła otrzymała obecną siedzibę przy ul. Kopernika 2. W 1976 roku po raz pierwszy odśpiewano hymn szkoły, do którego muzykę skomponowała Janina Golańska, a słowa ułożyła Liliana Rodewald.
Ponieważ liceum dzieliło budynek z II Korespondencyjnym Liceum Wieczorowym dla Pracujących, w 1976 utworzono Zespół Szkół Ogólnokształcących nr 4. Zespół ten został rozwiązany w 1980 przez władze oświatowe i w tym samym czasie liceum dla dorosłych przeniosło się do innego budynku.
Od 1 września 1992 do 23 czerwca 2011 roku dyrektorem XXI LO był Janusz Bąk. Jego następczynią została wicedyrektor, Małgorzata Zaradzka-Cisek.
30 września 2006 odbyły się uroczystości 60-lecia istnienia szkoły i zorganizowano z tej okazji zjazd absolwentów oraz wydano Encyklopedię XXI LO.
Od maja 2025 roku na licealnym dziedzińcu istnieje wielofunkcyjne boisko do gier zespołowych. Sfinansowano je z budżetu obywatelskiego.

## Dyrektorzy
- Genowefa Szwejkowska
- Ignacy Stankiewicz
- Franciszek Czerwiński
- 1956–1961 – Marcin Białek
- Genowefa Jędrzejczak-Karbowska
- Henryk Rybak
- 1966–1976 – Anna Kałła
- 1976–1984 – Jan Wilczewski
- 1984–1990 – Maria Malinowska
- 1990–1992 – Bożena Cichoń
- 1992–2011 – Janusz Bąk
- 2011–2021 – Małgorzata Zaradzka-Cisek
- od 2021 – Sylwia Blomberg

## Znani uczniowie
- Joanna Banasik
- Andrzej Bartkowiak
- Paweł Bliźniuk
- Paweł Galia
- Stanisław Goldstein
- Jerzy Jarniewicz
- Michał Koterski (nie ukończył)
- Monika Kuszyńska
- Benon Liberski
- Hanna Mikuć
- Jerzy Nawrocki
- Dariusz Nowak
- Maria Olszewska-Lelonkiewicz
- Sławomir Piestrzeniewicz
- Jarosław Marek Rymkiewicz
- Andrzej Sapkowski
- Jacek Saryusz-Wolski (maturę zdał w I Liceum Ogólnokształcącym im. Mikołaja Kopernika w Łodzi)
- Monika Sawicka
- Magdalena Scholl
- Agnieszka Sitek
- Henryk Skwarczyński
- Jolanta Szymanek-Deresz
- Stefan Türschmid
- Zofia Uzelac
- Przemysław Waingertner
- Ryszard Wiejski-Wolschendorf
- Włodzimierz Zalewski[2].